# 跡 (線型代数学)
数学の線型代数学において、正方行列の跡（せき、英: trace; トレース、独: Spur; シュプール）あるいは対角和（たいかくわ）とは、主対角成分の総和である。つまり
{\displaystyle \operatorname {tr} {\begin{bmatrix}a_{1,1}&a_{1,2}&\dots &a_{1,n}\\a_{2,1}&a_{2,2}&\dots &a_{2,n}\\\vdots &\vdots &\ddots &\vdots \\a_{n,1}&a_{n,2}&\dots &a_{n,n}\end{bmatrix}}=a_{1,1}+a_{2,2}+\dotsb +a_{n,n}}
を指す。それは基底変換に関して不変であり、また固有値の総和（固有値和）に等しい。ゆえに、行列の跡は行列の相似に関する不変量であり、そこから、行列に対応する線型写像の跡として定義することができる。
行列の跡は、正方行列に対してのみ定義されることに注意せよ。この語は（この同じ数学的対象を意味する）ドイツ語のSpurからの翻訳借用である。

## 定義
座標に依らない定義
係数体 F 上有限次元ベクトル空間 V 上の自己線型作用素全体の成す空間 L(V,V) を V の双対空間とのテンソル積と
{\displaystyle V^{*}\otimes V\to {\mathcal {L}}(V,V);\;h\otimes v\mapsto (w\mapsto h(w)v)}
によって同一視することができる。このとき、標準的な双線型写像
{\displaystyle t\colon V^{*}\times V\to F;\;t(w^{*},v)=w^{*}(v)\quad (w^{*}\in V^{*},\,v\in V)}
から（テンソル積の普遍性により）導かれるテンソル積空間上の線型写像 tr: V* ⊗ V → F を跡（トレース）と呼ぶ。
座標を用いた定義
体 K 上のベクトル空間 V 上の線形写像 f が有限次元の像を持つとき、V の有限個の元 x1, …, xn と双対空間 V* の元 y1, …, yn が存在して f(z) = ∑ yi(z) xi (∀z ∈ V) となっている。このとき、∑yi(xi) は x1, …, xn と y1, …, yn の選び方によらず f のみによって定まる量となり、f の跡あるいは指標 (distribution character) tr(f) とよばれる。
行列の跡
V が有限次元のとき、基底 {ei} とその双対基底 {ej} を取れば、ei ⊗ ej は線型写像のこの基底に関する表現行列の (i, j)-成分であり、任意の行列 A は
{\displaystyle A=\textstyle \sum \limits _{i,j}a_{i,j}\,e_{i}\otimes e^{j}}
と書ける。したがってこの跡
{\displaystyle \operatorname {tr} (A)=\textstyle \sum \limits _{i,j}a_{ij}\operatorname {tr} (e_{i}\otimes e^{j})=\sum \limits _{i,j}a_{ij}\delta _{ij}=\sum \limits _{i=1}^{n}a_{ii}}
は対角線に沿った成分の和である（ここで、δ はクロネッカーのデルタ）。

## 性質

### 基本性質
以下、X, Y は適当なサイズの正方行列とする。
- 行列のトレースは線型である:
  - tr(X + Y) = tr(X) + tr(Y),
  - tr(cX) = c tr(X) (c はスカラー).
- tr(XY) = tr(YX).[注釈 1]

これらの性質はトレースを以下の意味で普遍性を持つものとして特徴づける:
- f(XY) = f(YX) を満たす線型汎函数は tr の定数倍に限る[1]。

### 不変性
- 転置不変性: トレースは転置に関して不変である、即ち tr(tX) = tr(X).
- 相似不変性: トレースは相似に関して不変である、即ち P が正則ならば、tr(P−1XP) = tr(X).
- 巡回不変性: 2個以上の行列の積のトレースは巡回的に順番を変えても不変である、即ちσ が巡回置換ならば {\displaystyle \operatorname {tr} \left(\textstyle \prod \limits _{k}X_{\sigma (k)}\right)=\operatorname {tr} \left(\textstyle \prod \limits _{k}X_{k}\right)}.
  - σ を任意の置換とすると一般には成り立たないが、対称行列のときには tr(X1X2X3) = tr(X1X3X2) が成り立つ。

### 固有値との関係
- 実または複素正方行列 X の固有値が（代数重複度を込めて）λ1, …, λn であるとき、{\displaystyle \operatorname {tr} X=\textstyle \sum \limits _{i=1}^{n}\lambda _{i}} が成り立つ。

これは、トレースの相似不変性と、任意の行列がジョルダン標準形に相似であること、およびジョルダン標準形の対角成分に代数重複度を込めた固有値が全て並ぶことから明らかである。またこれと対照的に、行列式は固有値の積 {\displaystyle \det X=\textstyle \prod \limits _{i=1}^{n}\lambda _{i}} である。
同じ理由により、自然数 k に対して {\displaystyle \operatorname {tr} X^{k}=\textstyle \sum \limits _{i=1}^{n}{\lambda _{i}}^{k}} が成り立つことが分かる。

### その他の性質
- 行列式の場合と異なり積のトレースはトレースの積とは一致しないが、クロネッカー積（行列のテンソル積）のトレースはトレースの積に一致する: tr(X ⊗ Y) = tr(X)tr(Y).
- A が対称かつ B が反対称ならば tr(AB) = 0 である。
- 単位行列 In のトレースは考えている空間の次元 n である（その意味で次元の概念をトレースを用いて一般化することもできる）。同様に、冪等行列 A（つまり A2 = A）のトレースは A の階数であり、また冪零行列のトレースは零である。 より一般に、行列 A の固有多項式が f(x) = (x − λ1)d1…(x − λk)dk と因数分解できるならば
tr(A) = d1λ1 + … + dkλk.
- 任意の正方行列 A, B に対して、それらの（環論的）交換子のトレースは消える: tr([A,B]) = 0（リー環の言葉で言えば「跡写像は行列リー環 𝔤𝔩n からスカラーへの写像である」（後述）。特に相似不変性を考慮すれば、単位行列がどんな行列の対の交換子とも相似にならないことが分かる。逆に任意のトレース零な正方行列は交換子の線型結合として書ける。さらに言えば、任意のトレース零な正方行列は対角成分が全て零の正方行列とユニタリ同値になる。
- 冪零行列の任意の冪のトレースは零である。係数体の標数が零ならば逆も成り立つ（任意の冪のトレースが零ならば冪零である）。
- エルミート行列のトレースは実である（エルミート行列の対角成分はすべて実となることによる）。
- 射影行列のトレースは行列の階数に等しい。すなわち、PX = X(X⊤X)−1X⊤ ならば tr(PX) = rank(X).

## リー環上の写像として
跡は行列式の微分と対応付けられる。即ち、リー群における行列式のリー環における対応物が跡である。それを示すのが行列式の微分に対するヤコビの公式である。
特に、「単位元 I における微分係数」という特別の場合には
{\displaystyle \det(I+A)=1+\operatorname {tr} (A)+o(A)}
（o はランダウの記号）という意味で行列式の微分がちょうど跡になる（{\displaystyle \operatorname {tr} =\operatorname {det} '_{I}}）。このことから、リー環の間の跡写像とリー環からリー群への指数写像（あるいは具体的に行列の指数函数）との間の関係を
{\displaystyle \det(\exp(A))=\exp(\operatorname {tr} (A))}
と書くことができる。
ベクトル空間 V の次元が n であるとき、跡写像は V 上の線型写像の空間としての行列リー環 gln(k) からスカラーのリー環（自明なリー括弧積を持つ可換リー環と見て得られる）k への写像と見ることができる。これは即ち、交換子括弧のトレースが消える:
{\displaystyle \operatorname {tr} ([A,B])=0}
という意味に他ならない。跡写像の核はトレース 0 の行列からなるが、そのような行列はしばしば跡が無い (traceless, tracefree) と言い、それら行列は単純リー環 sln(k) を成す。sln は行列式 1 の行列の成す特殊線型群 SLn のリー環である。SLn に属する行列が体積を変えない変換であることに類比して、sln の元は無限小体積を変えない行列である。
実は gln の内部直和分解
{\displaystyle {\mathfrak {gl}}_{n}={\mathfrak {sl}}_{n}\oplus k}
が存在し、そのスカラー（行列）成分への射影はトレースを用いて
{\displaystyle A\mapsto {\frac {1}{n}}\operatorname {tr} (A)\cdot I}
と書ける。きちんと述べるならば、（余単位射としての）跡写像に（単位射としての）「スカラーの包含」k → gln を合成して gln → gln を作れば、これはスカラー行列の成す部分リー環の上への写像で、それは n倍として作用する。この n倍の分だけ割って射影を得れば上記の如くである。
短完全列の言葉で言えば、
{\displaystyle 0\to {\mathfrak {sl}}_{n}\to {\mathfrak {gl}}_{n}{\overset {\operatorname {tr} }{{}\to {}}}k\to 0}
がリー群の短完全列
{\displaystyle 1\to {\mathit {SL}}_{n}\to {\mathit {GL}}_{n}{\overset {\operatorname {det} }{{}\to {}}}K^{*}\to 1}
に対応する形で成り立つが、跡写像は（スカラーの 1/n倍を通じて）自然に分裂するから gln = sln ⊕ k を得る。一方、行列式の分裂は行列式の n乗根をとる必要があり、これは一般には写像を定めない。つまり、行列式は分裂せず、一般線型群も分解されない（GLn ≠ SLn × K∗）。
以下の双線型形式
{\displaystyle B(x,y)=\operatorname {tr} (\operatorname {ad} (x)\operatorname {ad} (y))\qquad (\operatorname {ad} (x)y:=[x,y]=xy-yx)}
はキリング形式と呼ばれ、リー環の分類に用いられる。
正方行列 x, y に対して定義される双線型形式
{\displaystyle (x,y)\mapsto \operatorname {tr} (xy)}
は対称かつ非退化、さらに
{\displaystyle \operatorname {tr} (x[y,z])=\operatorname {tr} ([x,y]z)}
が成り立つ意味で結合的である。（sln のような）複素単純リー環に対しては、このような任意の双線型形式は互いに他の定数倍であり、特にキリング形式として書ける。 
ふたつの行列 x, y がトレース直交 (trace orthogonal) であるとは
{\displaystyle \operatorname {tr} (xy)=0}
を満たすときに言う。

## フロベニウス内積・ノルム
複素 m × n 行列 A に対し、∗ は共軛転置とすれば、
{\displaystyle \operatorname {tr} (A^{*}A)\geq 0}
が成り立つ。なお、等号成立⇔ A = 0 である。これにより、対応
{\displaystyle \langle A,B\rangle =\operatorname {tr} (B^{*}A)}
は m × n 行列全体の成す空間における内積の性質を満たす。特に実行列の場合には、
{\displaystyle \operatorname {tr} (X^{\top }Y)=\operatorname {tr} (XY^{\top })=\operatorname {tr} (Y^{\top }X)=\operatorname {tr} (YX^{\top })=\sum _{i,j}X_{ij}Y_{ij}}
はベクトルの点乗積に類似の形であることが確認できる（行列の一列化を通じて実際にベクトルの点乗積として
{\displaystyle \operatorname {tr} (X^{\top }Y)=\operatorname {vec} (Y)\cdot \operatorname {vec} (X)=\operatorname {vec} (X)\cdot \operatorname {vec} (Y)}
と記述できる）。アダマール積を使って書くこともできる。しばしばベクトルの演算を行列に対して一般化する際に積のトレースが現れるのはこのような事情による。
この内積に対応するノルムをフロベニウスノルムと呼ぶ。これは実際、行列を単に長さ m × n のベクトルと見做したときのユークリッドノルムである。
したがって時に A, B が同じサイズの半正定値行列ならば
{\displaystyle 0\leq \operatorname {tr} (AB)^{2}\leq \operatorname {tr} (A^{2})\operatorname {tr} (B^{2})\leq \operatorname {tr} (A)^{2}\operatorname {tr} (B)^{2}}
が成り立つ。

## 一般化
- 行列の跡の概念はヒルベルト空間上のコンパクト作用素の成すトレースクラスに一般化される。行列の跡の定めるフロベニウスノルムの類似としてヒルベルト–シュミットノルムが定まる。
- また別の一般化として偏トレース（英語版）は作用素に値をとる。テンソル積空間 A ⊗ B 上の線型作用素 Z のトレースは A および B 上の偏トレースの合成に等しい:

{\displaystyle \operatorname {tr} (Z)=\operatorname {tr} _{A}(\operatorname {tr} _{B}(Z))=\operatorname {tr} _{B}(\operatorname {tr} _{A}(Z))}.
- 一般に、体 k 上の結合多元環 A 上のトレースは、交換子の上で消える（つまり、任意の a, b ∈ A に対して tr([a, b]) = 0）任意の射 tr: A → k と定める。このような意味でのトレースは一意には決まらない（少なくとも非零スカラー倍したものに取り換えても明らかにこの定義を満たす）。
- 超代数（英語版）への一般化として超トレース（英語版）がある。
- テンソルの縮約はトレースの概念を任意のテンソルに対して一般化する。

## 双対
トレースを定める写像の双対
{\displaystyle F^{*}=F\to V\otimes V^{*}\cong \operatorname {End} (V)}
は 1 ∈ F を単位行列へ写すものであり、スカラーをスカラー行列へ写すという意味での包含写像である。この意味で、「トレースはスカラーの双対である」。双代数の言葉で言えば、スカラーが単位、トレースが余単位である。
合成写像
{\displaystyle F{\overset {I}{{}\to {}}}\operatorname {End} (V){\overset {\operatorname {tr} }{{}\to {}}}F}
は単位行列のトレースとしての n倍写像である（この n は考えているベクトル空間 V の次元である）。